# Handelskammer-Palais (Timișoara)

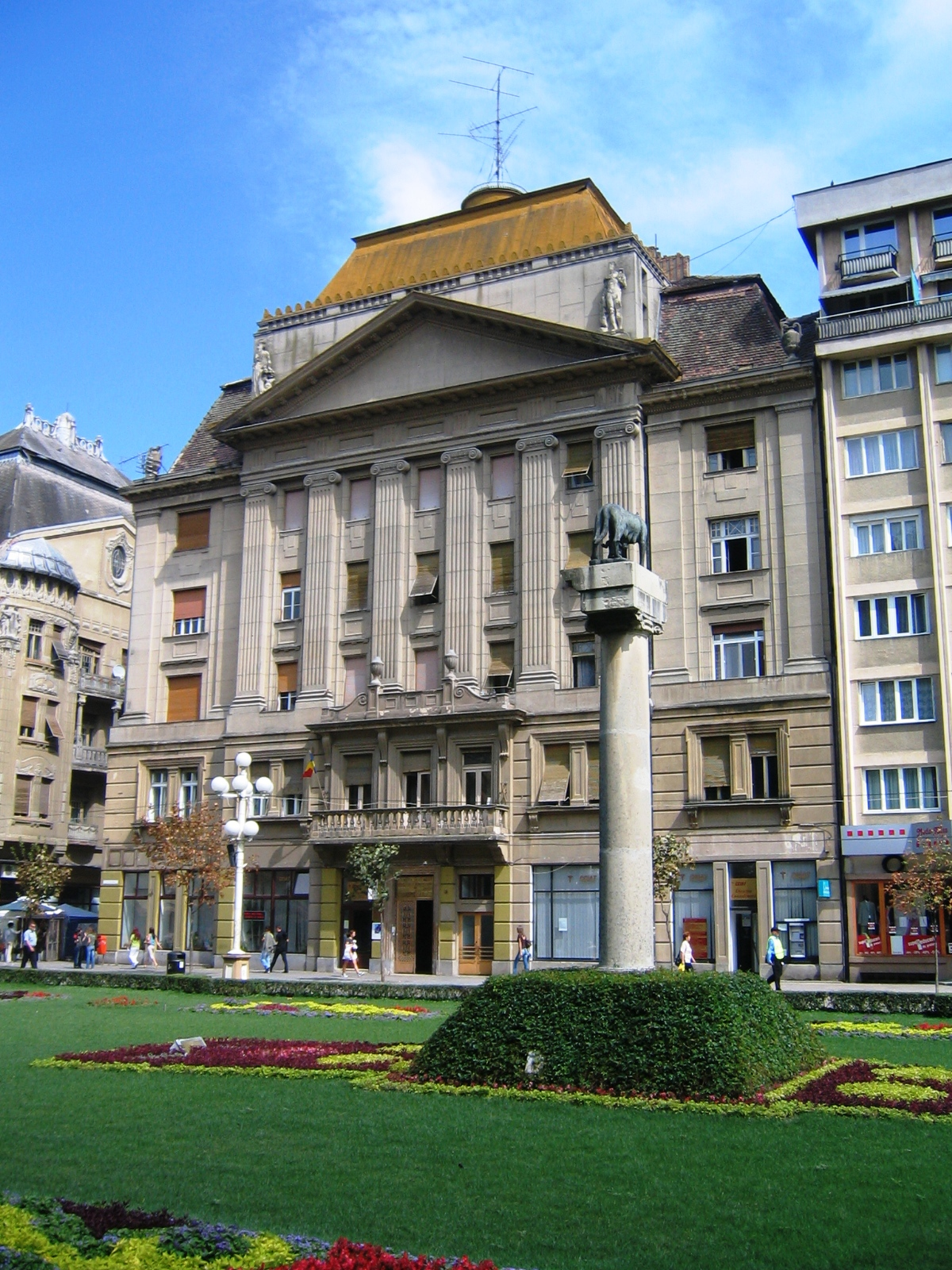
Das Handelskammer-Palais, im Vordergrund die Statue der Kapitolinischen Wölfin

Das Handelskammer-Palais (rumänisch Palatul Camerei de Comerț), auch Handelskammer-Palast, ist ein denkmalgeschütztes vierstöckiges Gebäude an der Piața Victoriei der westrumänischen Stadt Timișoara.

## Geschichte der Handelskammer
Die Handelskammer von Timișoara wurde 1850 auf Erlass des Kaisers Franz Joseph I. eingerichtet. Erster Präsident der Einrichtung war der Geschäftsmann Ludwig von Bersuder. Anfangs hatte die Handelskammer ihren Sitz im Lloyd-Palais, bis sie ihr eigenes Gebäude erhielt. 1949 wurde die Industrie- und Handelskammer Timișoara von den neuen sozialistischen Machthabern verboten. 1990 war sie die erste regionale Handelskammer, die nach der Rumänischen Revolution von 1989 ihre Tätigkeit wieder aufnahm.

## Beschreibung des Gebäudes
Das Palais stammt ebenso wie die meisten Gebäude auf dem Platz vom Architekten László Székely und wurde 1933 zur Unterbringung der Handelskammer im Jugendstil erbaut. Das Gebäude hat zwei Fassaden, eine zur Piața Victoriei und eine zur Strada Nikolaus Lenau.